# Mikael Sundström
Mikael Sundström (10 september 1957 – 23 januari 2001) was een Fins rallyrijder.

## Carrière

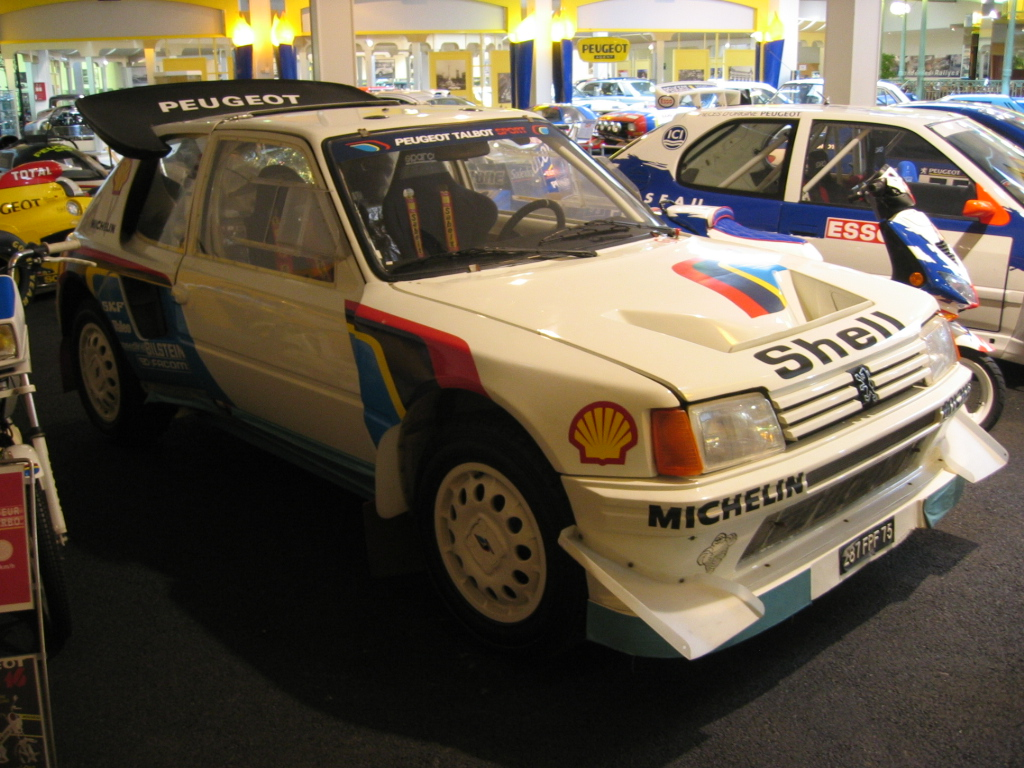
Peugeot 205 Turbo

Mikael Sundström debuteerde eind jaren zeventig in de rallysport. In 1980 werd hij met een Ford Escort in de Groep 1 categorie Fins kampioen, en herhaalde dit resultaat in 1983. Hij had op dat moment al zijn opwachting gemaakt in het Wereldkampioenschap rally, waarin met een Opel Ascona een negende plaats tijdens de RAC Rally van 1983 een uitspringend resultaat was. Hij reed vervolgens voor de Finse Fiat-importeur, en in 1985 was hij ook actief in het Brits rallykampioenschap met een Peugeot 205 Turbo 16. Met deze auto reed hij voor het fabrieksteam van Peugeot ook de Britse WK-ronde datzelfde jaar. In 1986 reed hij weer een programma in het Brits kampioenschap (hij greep daarin naar zijn eerste internationale overwinning toe tijdens de Scottish Rally) en reed ook weer de RAC in Groot-Brittannië voor Peugeot, dit keer eindigend op een vierde plaats.
Toen Groep A de Groep B klasse verving, ging Sundström rijden met Mazda 323's. Daarmee won hij opeenvolgend in 1987, 1988 en 1989 het algemeen Fins rallykampioenschap. In het WK liet hij zich voornamelijk in geselecteerde evenementen zien, en kon daarin geregeld competitie bieden aan de fabrieksrijders. Later maakte hij ook zelf nog een paar gastoptredens voor het fabrieksteam van Mazda. In het seizoen 1992 evenaarde hij zijn beste WK-resultaat als vierde, in Nieuw-Zeeland, achter het stuur van een Groep N Lancia Delta Integrale. Niet lang daarna beëindigde hij zijn actieve rally-carrière.
Later heeft Sundström nog een eigen rallyteam onder zijn hoede gehad die actief waren in het Fins kampioenschap. In januari 2001 bezweek hij op slechts 43-jarige leeftijd aan een hartaanval.

## Complete resultaten in het Wereldkampioenschap rally

### Overzicht van deelnames
| Seizoen | Inschrijving              | Auto                       | 1      | 2      | 3      | 4   | 5   | 6   | 7      | 8      | 9      | 10     | 11     | 12     | 13     | 14  | Pos. | Punten |
| ------- | ------------------------- | -------------------------- | ------ | ------ | ------ | --- | --- | --- | ------ | ------ | ------ | ------ | ------ | ------ | ------ | --- | ---- | ------ |
| 1979    | Mikael Sundström          | Chrysler Avenger           | MON    | ZWE    | POR    | KEN | GRI | NZL | FIN NF | CAN    | ITA    | FRA    | GBR    | IVK    |        |     | -    | 0      |
| 1980    | Withers - Nowerco - Nafta | Ford Escort RS2000         | MON    | ZWE    | POR    | KEN | GRI | ARG | FIN NF | NZL    | ITA    | FRA    | GBR 14 | IVK    |        |     | -    | 0      |
| 1981    | Autonovo Oy               | Fiat Ritmo 75 Abarth       | MON    | ZWE    | POR    | KEN | FRA | GRI | ARG    | BRA    | FIN NF | ITA    | IVK    |        |        |     | -    | 0      |
| 1981    | Mikael Sundström          | Ford Escort RS2000         |        |        |        |     |     |     |        |        |        |        |        | GBR NF |        |     | -    | 0      |
| 1983    | Muurala Motors            | Opel Ascona                | MON    | ZWE    | POR    | KEN | FRA | GRI | NZL    | ARG    | FIN 11 | ITA    | IVK    |        |        |     | 45   | 3      |
| 1983    | Mikael Sundström          | Opel Ascona                |        |        |        |     |     |     |        |        |        |        |        | GBR 9  |        |     | 45   | 3      |
| 1984    | Autonovo Oy               | Fiat Ritmo Abarth 130 TC   | MON    | ZWE    | POR    | KEN | FRA | GRI | NZL    | ARG    | FIN NF | ITA    | IVK    | GBR    |        |     | -    | 0      |
| 1985    | Autonovo Oy               | Fiat Ritmo Abarth 130 TC   | MON    | ZWE    | POR    | KEN | FRA | GRI | NZL    | ARG    | FIN NF | ITA    | IVK    |        |        |     | -    | 0      |
| 1985    | Peugeot Talbot Sport      | Peugeot 205 Turbo 16       |        |        |        |     |     |     |        |        |        |        |        | GBR NF |        |     | -    | 0      |
| 1986    | Autonovo Oy               | Fiat Uno Turbo             | MON    | ZWE    | POR    | KEN | FRA | GRI | NZL    | ARG    | FIN NF | IVK    | ITA    |        |        |     | 22   | 10     |
| 1986    | Peugeot Talbot Sport      | Peugeot 205 Turbo 16 E2    |        |        |        |     |     |     |        |        |        |        |        | GBR 4  | VST    |     | 22   | 10     |
| 1987    | Mikael Sundström          | Mazda 323 4WD              | MON    | ZWE NF | POR    | KEN | FRA | GRI | VST    | NZL    | ARG    |        |        |        |        |     | -    | 0      |
| 1987    | Haka-Auto Oy              | Mazda 323 4WD              |        |        |        |     |     |     |        |        |        | FIN NF | ITA    | IVK    | GBR NF |     | -    | 0      |
| 1988    | Haka-Auto Oy              | Mazda 323 4WD              | MON    | ZWE NF | POR    | KEN | FRA | GRI | VST    | NZL    | ARG    | FIN NF | IVK    | ITA    | GBR NF |     | -    | 0      |
| 1989    | Haka-Auto Oy              | Mazda 323 4WD              | ZWE NF | MON    | POR    | KEN | FRA | GRI | NZL    | ARG    |        |        |        |        |        |     | 52   | 4      |
| 1989    | Mazda Rally Team Finland  | Mazda 323 4WD              |        |        |        |     |     |     |        |        | FIN NF | AUS    | ITA    | IVK    | GBR 7  |     | 52   | 4      |
| 1990    | Mazda Rally Team Europe   | Mazda 323 GTX              | MON    | POR    | KEN    | FRA | GRI | NZL | ARG    | FIN NF | AUS    | ITA    | IVK    | GBR NF |        |     | -    | 0      |
| 1991    | Mazda Rally Team Finland  | Mazda 323 GTX              | MON    | ZWE    | POR    | KEN | FRA | GRI | NZL    | ARG    | FIN 12 | AUS    | ITA    | IVK    | SPA    | GBR | -    | 0      |
| 1992    | Mikael Sundström          | Lancia Delta Integrale 16V | MON    | ZWE NF | POR NF | KEN | FRA | GRI | NZL 4  | ARG    |        |        |        |        |        |     | 25   | 10     |
| 1992    | Mikael Sundström          | Nissan Sunny GTI-R         |        |        |        |     |     |     |        |        | FIN NF | AUS    | ITA    | SPA    | IVK    | GBR | 25   | 10     |